# Erwin Blank
Erwin Blank (Heerhugowaard, 1 december 1988) is een Nederlands voetbalscheidsrechter. Hij is in dienst van de KNVB en leidt voornamelijk wedstrijden in de Eerste divisie.
Op 28 maart 2014 leidde Blank zijn eerste professionele wedstrijd op het tweede niveau. De wedstrijd tussen Fortuna Sittard en Jong PSV eindigde in een 2–1 overwinning voor de thuisploeg. Blank deelde vier gele kaarten uit. Het seizoen 2013/14 sloot hij af met de volgende getallen: hij was scheidsrechter in drie competitiewedstrijden en gaf daarin negen maal een gele kaart. Dat komt neer op een gemiddelde van drie gele kaarten per wedstrijd.